# Christopher Henshilwood
Christopher Stuart Henshilwood (* in Kapstadt) ist ein südafrikanischer Archäologe. Er war von 2007 bis 2022 Professor auf dem für ihn eingerichteten Lehrstuhl für „Modern Human Origins“ am Evolutionary Studies Institute der Witwatersrand-Universität in Südafrika und zugleich von 2008 bis 2022 Professor für afrikanische Vorgeschichte an der Universität Bergen in Norwegen. Seit 2017 ist er Direktor des Research Council of Norway Centre of Excellence: SFF Centre for Early Sapiens Behaviour an der Universität Bergen. International bekannt wurde Henshilwood aufgrund seiner Ausgrabungen in der Blombos-Höhle, in der – laut seiner 2002 publizierten Studie – die ältesten bislang bekannten Kunstwerke der Menschheit entdeckt worden waren.

## Forschung

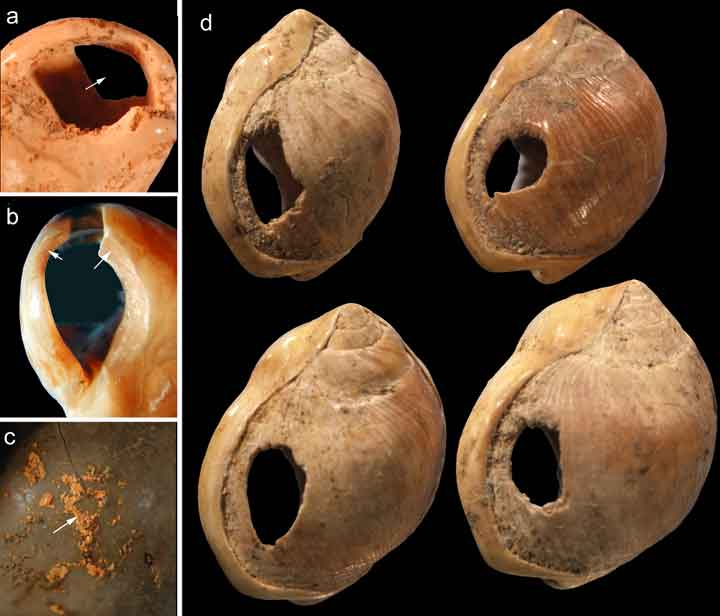
Von Henshilwood in der Blombos-Höhle entdeckter Muschelschmuck

Christopher Henshilwood stammt aus Kapstadt. Er war bereits Mitte 30 und hatte bis dahin im familieneigenen Warenhaus gearbeitet, als er 1985 „aus purer Langeweile“ an der Universität Kapstadt Archäologie zu studieren begann. Nach dem Bachelor-Abschluss im Jahr 1989 und einem weiteren forschungsorientierten Abschluss (B.A. hons.) im Jahr 1990 folgte 1995 die Promotion im Fach Archäologie an der University of Cambridge. Danach arbeitete er als wissenschaftlicher Mitarbeiter an der Universität Kapstadt und lehrte von 1999 bis 2004 auch an der Stony Brook University in New York.
Bereits 1991 entdeckte Henshilwood in der Blombos-Höhle diverse Steinwerkzeuge und Knochenwerkzeuge, die der so genannten „Still Bay Industry“ vor etwa 71.000 Jahren (= Middle Stone Age) zugeordnet werden konnten. Das Gelände im Umkreis der Höhle hatte Henshilwoods Großvater 1961 erworben, um dem Angelsport nachgehen zu können; Henshilwood hatte dort als Jugendlicher wiederholt Ferien gemacht und schon damals Steinwerkzeuge aufgesammelt. Ab 1997 standen ihm Forschungsgelder für eine größere Grabungskampagne in der Blombos-Höhle zur Verfügung, als deren Aufsehen erregendes Ergebnis geritzte Ockerstücke zutage tragen, die mit einem Alter von rund 77.000 Jahren deutlich älter sind als alle bis zu dieser Entdeckung bekannten Kunstwerke der Jungsteinzeit.
2005 wurde der Fund zahlreicher durchbohrter und mit Rötel eingefärbter Schneckenhäuser publiziert, die aus einer rund 75.000 Jahre alten Bodenschicht der Blombos-Höhle geborgen worden waren.
1999 gründete Henshilwood in Kapstadt das African Heritage Research Institute, dessen Ziel es ist, die Erforschung der Frühzeit des Menschen (Homo sapiens) voranzutreiben.
Seit 2017 ist er zudem Direktor eines vom Norges forskningsråd bis 2026 finanzierten Centre of Excellence („Centre for Early Sapiens Behaviour“) an der Universität Bergen.

## Ehrungen und Mitgliedschaften
Christopher Henshilwood wurde 2003 in Frankreich zum Chevalier de l’Ordre des Palmes Académiques ernannt.
Er ist ferner Mitglied der Association of Heritage Assessment Practitioners, der Society for Africanist Archaeologists, der Association of South African Professional Archaeologists und seit 2009 der Academy of Science of South Africa. 2013 wurde er zum ordentlichen Mitglied der Academia Europaea gewählt.

## Werke (Auswahl)
- mit Francesco d’Errico: Homo Symbolicus: The dawn of language, imagination and spirituality. John Benjamins Publishing Company, 2011, ISBN 978-90-272-1189-7.
- C. Henshilwood et al.: A 100,000 Year Old Ochre Processing Workshop at Blombos Cave, South Africa. In: Science. Band 334, Nr. 6053, 2011, S. 219–222, doi:10.1126/science.1211535.
- mit Benoît Dubreuil: The Still Bay and Howiesons Poort, 77–59 ka: Symbolic Material Culture and the Evolution of the Mind during the African Middle Stone Age. In: Current Anthropology. Band 52, Nr. 3, 2011, S. 361–400, doi:10.1086/660022.
- C. Henshilwood et al.: Middle Stone Age shell beads from South Africa. In: Science. Band 384, Nr. 5669, 2004, S. 404, doi:10.1126/science.1095905.
- mit Curtis W. Marean: The origin of modern human behaviour: A review and critique of models and test implications. In: Current Anthropology. Band 44, Nr. 5, 2003, S. 627–651, doi:10.1086/377665.
- C. Henshilwood et al.: Blombos Cave, southern Cape, South Africa: Preliminary report on the 1992 – 1999 excavations of the Middle Stone Age levels. In: Journal of Archaeological Science. Band 28, Nr. 4, 2001, S. 421–448, doi:10.1006/jasc.2000.0638.
- C. Henshilwood et al.: An early bone tool industry from the Middle Stone Age at Blombos Cave, South Africa: implications for the origins of modern human behaviour, symbolism and language. In: Journal of Human Evolution. Band 41, Nr. 6, 2001, S. 631–678, doi:10.1006/jhev.2001.0515.